# Coregonus nasus
A Coregonus nasus a sugarasúszójú halak (Actinopterygii) osztályának lazacalakúak (Salmoniformes) rendjébe, ezen belül a lazacfélék (Salmonidae) családjába tartozó faj.

## Előfordulása
A Coregonus nasus előfordulási területe Eurázsia és Alaszka északi részein van. Majdnem mindegyik olyan folyóban jelen van, amely a Jeges-tengerbe ömlik. A komiföldi Pecsora folyótól és az északi Volonga folyótól az alaszkai Perry folyóig sokfelé fellelhető. Az elterjedési területén egyaránt megtalálható a folyókban és tavakban. Habár vannak anadrom példányai is, amelyek a felnőttkort a tengerben töltik, a Coregonus nasus nem tűri a 9-15 százaléknál magasabb sótartalmat.
Mivel igen kedvelt a sporthorgászok körében, több országba is be akarták telepíteni. Eddig két európai országot „hódított” meg sikeresen: Belgiumot, ahol jelentős állománya van, és Ausztriát, ahol 2002-ben a Mining nevű településen rekord méretű, azaz 70 centiméteres példányt sikerült kihalászni. Sikertelen betelepítések történtek: Lettországban, Ukrajnában, Észtországban és Kínában.

## Megjelenése

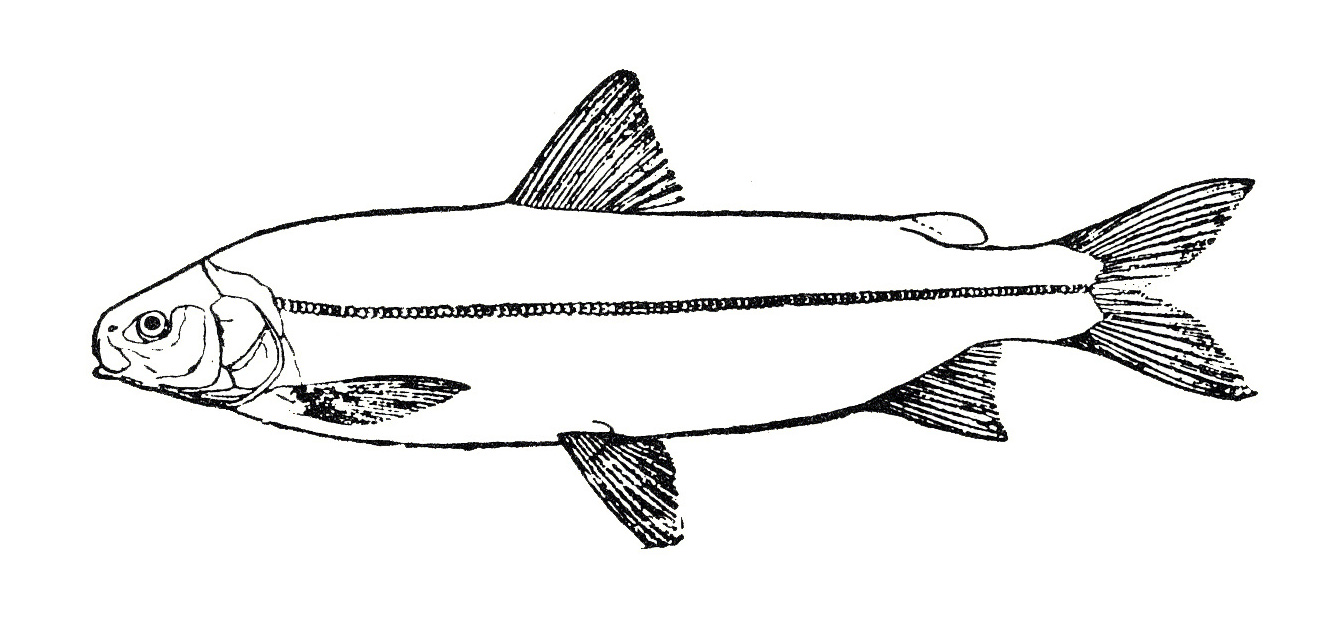
Régi rajz a halról

Ez a hal általában 46 centiméter hosszú, de akár 61 centiméteresre is megnőhet. Testtömege legfeljebb 16 kilogramm. A hal teste kissé zömök, heringszerű, nagyon előrenyúló, kúp alakú fejjel és tömpe orral. 60-65 csigolyája van. Pikkelyei nagyobbak, mint a lazacformáké. Az oldalvonala teljes. A hátúszó és a mélyen kivágott farokúszó között zsírúszó van. Szűk szájnyílása alig ér a szem elülső szegélyéig, alsó állású; felső állkapcsa széles és rövid. Az első kopoltyúíven 20-29 (többnyire körülbelül 24) rövid kopoltyútüske van. Háta a világos kékeszöldtől az olíváig vagy a feketéig, oldalai és hasoldala a fehértől az ezüstszínig vagy sárgáig változnak. A felnőtt hal úszói szürkék, a fiatalé világosabb.

## Életmódja
Ez az északi hal főleg a folyókban és tavakban él, de megtalálható a folyótorkolatokban és a tengerek partközeli részeiben is. A faj legtöbb példánya nem vándorol, azonban vannak anadrom, azaz vándor alakok is. Az ivadék tápláléka zooplankton, a felnőtt hal pedig apró férgeket, rovarlárvákat (főleg árvaszúnyoglárvákat (Chironomidae)) és puhatestűekek fogyaszt. Gyakran a szibériai marénával látható együtt.
Legfeljebb 15 évig él.

## Szaporodása
Az ivarérettséget a hím 4-8 évesen, míg a nőstény 5-9 évesen éri el. Július-augusztusban a felnőtt állat elindul felfelé a patakokba, ahol október és november között, gyakran a jég alatt, a kavivsok közé rakja le az ikráit. Az ívás 5-7 napig tart. ívás után az ivadék hamarosan kikel és lejjebb úszik a folyók mélyebb pontjaira, gyakran nagyobb fajtársakkal vegyülve. Ha a tóba kerül az ivadék, és a tó elég nagy ahhoz, hogy nyáron ne száradjon ki, akkor a Coregonus nasus itt fogja tölteni az egész életét.

## Felhasználása
A Coregonus nasusnak van ipari mértékű halászata. Európa keleti részén tenyésztik is. A sporthorgászok is kedvelik. Húsa nagyon ízletes. Frissen, szárítva vagy füstölve árusítható.

### Fordítás
Ez a szócikk részben vagy egészben  a   Broad whitefish című angol Wikipédia-szócikk ezen változatának fordításán alapul.  Az eredeti cikk szerkesztőit annak laptörténete sorolja fel. Ez a jelzés csupán a megfogalmazás eredetét és a szerzői jogokat jelzi, nem szolgál a cikkben szereplő információk forrásmegjelöléseként.